# Matíes II de Nantes
Maties II de Bretanya (mort e 1103?) comte de Nantes en 1084.

## Biografia
Maties II fou un príncep bretó, fill segon del duc de Bretanya Hoel II i de Judit de Nantes, filla de Judicael de Nantes. Fou comte de Nantes de 1084 a 1103, i va governar el comtat sota la sobirania i en perfecte acord amb el seu germà gran Alan IV de Bretanya. Va morir vers el 1103 sense deixar hereus.